# اسدآباد بالا (ابرکوه)
اسدآباد بالا (ابرکوه)، روستایی از توابع بخش بهمن شهرستان ابرکوه در استان یزد ایران است.

## جمعیت
این روستا در دهستان مهرآباد قرار دارد و براساس سرشماری مرکز آمار ایران در سال ۱۳۸۵، جمعیت آن ۸۱ نفر (۲۳خانوار) بوده‌است.